# ملخ گام‌متغیر

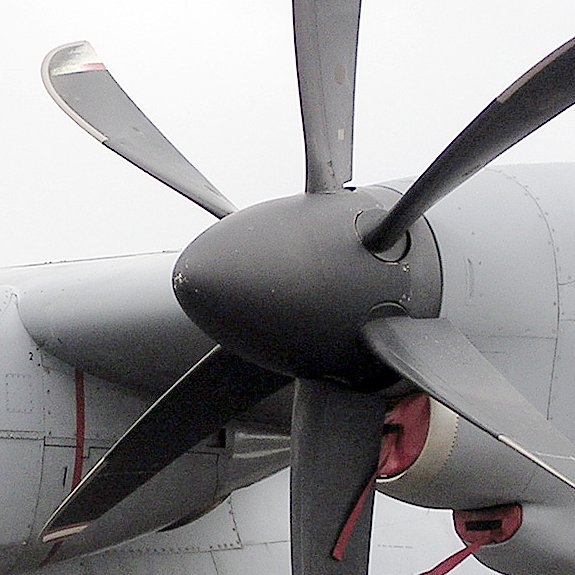
یکی از ملخ‌های کامپوزیت شش پره داوتی روتول R391 متعلق به لاکهید مارتین سی-۱۳۰جی سوپر هرکولس با گام قابل کنترل و برگشت‌پذیر.

در هوانوردی، ملخ گام متغیر یا شیب متغیر نوعی ملخ (پروانه) با پره‌هایی است که می‌توان آنها را حول محور بلند خود چرخاند تا گام تیغه را تغییر داد. ملخ با گام قابل کنترل پروانه‌ای است که در آن گام به صورت دستی توسط خلبان کنترل می‌شود. از طرف دیگر، ملخ با سرعت ثابت، پروانه‌ای است که خلبان سرعت موتور مورد نظر (RPM) را تنظیم می‌کند و گام تیغه به‌طور خودکار بدون دخالت خلبان کنترل می‌شود تا سرعت چرخش ثابت بماند. دستگاهی که گام پروانه و در نتیجه سرعت را کنترل می‌کند، گاورنر ملخ یا واحد سرعت ثابت نامیده می‌شود.
ملخ‌های برگشت‌پذیر آنهایی هستند که می‌توان گام را روی مقادیر منفی تنظیم کرد. این امر باعث ایجاد رانش معکوس برای ترمز یا عقب رفتن بدون نیاز به تغییر جهت چرخش شفت می‌شود.
برخی از هواپیماها دارای ملخ‌های قابل تنظیم روی زمین هستند، اما این ملخ‌ها با گام متغیر در نظر گرفته نمی‌شوند. این ملخ‌ها فقط در هواپیماهای سبک و فوق سبک یافت می‌شوند.

## همچنین ببینید
- ملخ گام متغیر (دریایی)
- ملخ (هوانوردی)
- گاورنر (دستگاه)